# Digital Performer
Digital Performer - полнофункциональная DAW, разработанная MOTU для платформ Windows и Mac OS X. Первая версия вышла в 1984 году под названием Professional Composer.

## Возможности
- Сведение аудио и миди.
- Поддержка VST-эффектов и инструментов.
- V-racks - дополнительные микшерные стойки для экономии ресурсов.
- Расширенные инструменты работы с миди, в т.ч. эффекты миди.
- Clipping windows - закладки настроек инструментов.
- Высокое качество звука.
- Расширенный редактор аудио.
- Качественная поддержка работы с видео.
- Рабочие пространства.
- Нотный редактор.
- Гибко настраиваемый интерфейс.

## Награды
| 2001 Electronic Musician Editors Choice Awards - Best Digital Audio Workstation/Audio Interface 2002 Electronic Musician Editors Choice Awards - Best Digital Audio Workstation/Audio Interface 2004 Electronic Musician Editors Choice Awards - Best Digital Audio Workstation/Audio Interface 2010 Electronic Musician Editors Choice Awards - Best Digital Audio Workstation/Audio Interface |

## Известные пользователи
- Стюарт Коупленд
- Джон Кулидж Адамс[5]
- Wendy Carlos
- Дон Дэвис[6]
- Christophe
- Дэнни Эльфман[7]
- Sparks[8]
- Майкл Джаккино[9]
- Scott Gibbons[10]
- Эллиот Голденталь[11]
- Paul Hipp[12]
- Джеймс Хорнер
- Michael Keene
- Javier Martinez Maya
- Дэвид Лоуренс[13]
- Патрик Брюс Мэтини[14]
- Joe Renzetti[15]
- Brad Gillis[16]
- Eric Whitacre
- Дэвид Брайан[17]
- Ясунори Мицуда[18]
- Autechre
- Matmos[19]
- The Cruxshadows
- Les Fradkin
- Trey Spruance of the Secret Chiefs 3
- They Might Be Giants[20]
- Эдди Джобсон
- Mika Pohjola
- Aleks Syntek
- BBC Radiophonic Workshop
- Rocco Tanica, клавишник итальянской группы Elio e le Storie Tese
- Пит Таунсенд
- Алан Менкен[21]
- Steve Steele - Used on The Expat album[22]
- Roger O'Donnell[23]
- Кэндзи Каваи[24]
- Говард Шор[25]
- Боб Синклер[26]
- Bear McCreary[27]
- Sasakure.UK[28]
- Джорджо Мородер[29]